# Шпулька
Шпулька, шпуля (от нем. Spule) — катушка в машинах (швейных, прядильных, ткацких) для намотки ниток, пряжи. 
Шпулька представляет собой устройство в виде катушки для наматывания нити. Она необходима для двухниточного шитья на швейной машине. Нить, заправленная в шпульку, называется нижней нитью строчки. Верхняя нить заправлена в иглу (или две иглы).

## Функции
Верхняя нить с помощью иглы опускается в область функционирования нижней нити. Верхняя нить петлёй захватывает нижнюю нить, с помощью полного поворота по кругу челнока (Rotary hook), который как бы растягивает петлю верхней нити, и пропускает через петлю шпульку и обе нити таким образом сцепляются, получается один стежок, затем процесс повторяется.

## Материалы и размеры
Размеры применяемой шпульки зависят от модели швейной машины. Как правило, старые швейные машины и импортные швейные машины прошлого имели нестандартные шпульки.
Шпульки для бытовых машин изготовляются из металла и пластмасс. В промышленных швейных машинах в основном используются металлические шпули.

## Применение
Шпульки для швейных машин применяются для двухниточной строчки.
Перед использованием швейной машины, необходимо проверить наличие нити в шпульке. Шпульку, при необходимости, заправляют нитью в автоматическом или полуавтоматическом режиме на этой же швейной машине.
Все швейные машины, в том числе и старые ручные, оснащены устройством, заправляющем нитью шпульки.
Заправленная нить должна равномерно и достаточно плотно заполнить шпульку, в противном случае процесс нужно повторить. Если швейная машина не позволяет выполнить это, то использовать шпульку с такой заправкой нити нельзя.
Хранить шпульки в домашних условиях желательно в особых кейсах, чтобы не повредить края, повреждение которых может спровоцировать остановку процесса шитья. Промышленные шпульки, как правило, хранятся на держателях машины до нескольких штук на каждом.

## Способы закрепления
Шпулька вставляется в шпульный колпачок или прямо в челночное устройство.
Шпульный колпачок может закрепляться в челноке, который устанавливается в специальном месте внизу строчки и делится на виды по месту закрепления на:
- вертикальный, центрально-шпульного качающегося типа челночного механизма используемый на машинах прошлого и части современных;
- горизонтальный, равномерно вращающегося типа челночного механизма используемый на промышленных машинах и в некоторых современных бытовых швейных машинах.

- Шпулька, установленная в горизонтальном челночном устройстве
- Шпулька в шпульном колпачке установленные в вертикальное челночное устройство
- Шпулька в челночном устройстве
- Приспособление электрической швейной машинки для наматывания нити с катушки на шпульку
- Приспособление механической швейной машинки для наматывания нити на шпульку (справа), привод от наружной окружности маховика при прижатии к нему
- Приспособление механической швейной машинки для наматывания нити на шпульку продольного челнока (справа), привод от шестерёнки маховика